# بوب أرمسترونغ (موظف مدني)
بوب أرمسترونغ (بالإنجليزية: Bob Armstrong)‏ هو موظف مدني أسترالي، ولد في 24 يوليو 1911 في Erskineville ‏ في أستراليا، وتوفي في 19 فبراير 1988 في كانبرا في أستراليا.